# Lakiteleki találkozó
Lakiteleken 1987. szeptember 27-én, amelyet később Lakiteleki találkozó néven emlegettek, egy helyre szerveződtek a Kádár-rendszer ellenes értelmiségiek a közös gondolkodás reményében.

Az előzményekről Bíró Zoltán 2009-ben így ír: 

„Ezek a találkozók azonban nem a semmiből bújtak elő hirtelen. Hosszú évek előzményeiről lehetne beszámolni, melyek érlelték és előkészítették a lakiteleki eseményeket. Ezek között az események között az egyik legfontosabb éppen Lakitelekhez kapcsolódik: harminc évvel ezelőtt szervezte meg Lezsák Sándor, illetve a Fiatal Írók József Attila Köre a Fiatal Írók Tanácskozását Lakiteleken, majdnem egy évtizeddel az MDF megalakulása előtt!" (1979. május 18-19.)”

## Első lakiteleki találkozó
Szervezői: Bakos István, Bíró Zoltán, Csoóri Sándor, Csurka István, Fekete Gyula, Für Lajos, Kiss Gy. Csaba, Lezsák Sándor. A szervezőkön kívül felkért előadók: Bihari Mihály, Gombár Csaba, Pozsgay Imre.
Lakiteleken, Lezsák Sándor magyar költő és tanár földúton megközelíthető házának udvarán felállított sátorban hangzott el először nyilvánosan a pluralizmus, áttételesen a többpártrendszer követelése Magyarországon. A tanácskozás végén, az esti órákban  fogadták el a „Lakiteleki Nyilatkozat”-ot az MDF megalakításáról. A nyilatkozatot a Magyar Nemzet 1987. november 14-i száma közölte, egy egész oldalas Pozsgay-interjú keretében.
…A magyarság történelmének egyik súlyos válságába sodródott. Népmozgalmi erejében megroppant, önhitében és tartásában megrendült, kohéziójának kapcsai tragikusan meglazultak, önismerete megdöbbentően hiányos.…
A több mint 180 fő részvételével lezajlott lakiteleki találkozó Magyarország rendszerváltást közvetlenül megelőző történelmében a pluralizálódás, a többpártrendszer felé vezető út egyik fontos állomása volt. Az 1987. szeptemberi találkozó hivatalos címe „A magyarság esélyei” volt. A találkozó közös nyilatkozattal zárult. Az 1987-es lakiteleki találkozó a magyar történelem 20. századi fejezetének részévé vált.
1987. szeptember 27-én Lezsák Sándor lakiteleki házának kertjében felállított sátorban alakult meg a lakiteleki találkozó után a Magyar Demokrata Fórum. A "hetek", vagyis a lakiteleki alapítók: Lezsák Sándor, Bíró Zoltán, Für Lajos, Fekete Gyula, Kiss Gy. Csaba, Csoóri Sándor, Csurka István.
Sokan vélik úgy, a Lezsák Sándor kertjében felállított sátor alatt indult el a magyar rendszerváltás, közel másfél száz, magát népinek, népnemzetinek vagy éppen plebejus demokratának valló értelmiségi - mások mellett Lezsák Sándor, Csurka István, Bíró Zoltán, Für Lajos, Fekete Gyula, Kiss Gy. Csaba, Csoóri Sándor, Bihari Mihály, Gombár Csaba, Lengyel László, Kósa Ferenc, Püski Sándor, Szabad György, Konrád György − aki az úgynevezett "demokratikus ellenzék"-et egyedül képviselte -, valamint Pozsgay Imre, a Hazafias Népfront főtitkára, az MSZMP KB tagja és Gajdócsi István, a Bács-Kiskun Megyei Tanács elnöke − részvételével.
Kulin Ferenc az első lakitelki találkozó résztvevője: „(…)A kilencek, akik szervezik a lakitelki találkozót, mindenkit meg akarnak hívni, akinek szerepe volt az elmúlt évek vagy évtized ellenzéki akcióiban. (…) Az MSZMP reformszárnya jelzi, hogy ők nagyon szívesen vállalnak kockázatot, és leülnek mindenkivel egy asztalhoz, akik másképp gondolkodnak és mást akarnak, mint amit ők. Ők egyet nem tehetnek, mivel állami és pártfunkciót viselnek, hogy olyanokkal nem vállalhatják a közös szereplést, akikkel szemben szabálysértési eljárások vannak folyamatban a nyilvánosság előtt. (…) nagyon sokakat meg akartak hívni. És amikor megtudják, hogy Kis Jánost, Tamás Gáspár Miklóst nem hívják meg, akkor szolidaritásból nem jönnek el. Ez felerősíti azt a látszatot, hogy a népiek nem akarnak leülni egy asztalhoz az urbánusokkal. Holott nem arról volt szó, hogy nem akarnak leülni, hanem úgy döntöttek, hogy ebben a helyzetben az MSZMP-t választják. A reformszárnyat választják (…).”

## Második lakiteleki találkozó
A második lakiteleki találkozón 1988. szeptember 3-án elfogadták az MDF Alapítólevelét és Alapszabályát, a jelenlévő 400 fő kimondta az MDF szervezett mozgalommá alakulását.
Az Alapítólevél egyik kulcsmondata úgy szólt: „a mozgalomnak a saját útján kell kibontakoznia, nem fogadja el sem a kormánypártiság, sem az ellenzékiség címkéit és választási kényszereit.”